# Sous-préfecture de Chalon-sur-Saône
La sous-préfecture de Chalon-sur-Saône est une sous-préfecture située sur le territoire de la commune de Chalon-sur-Saône dans le département français de Saône-et-Loire et la région Bourgogne-Franche-Comté.

## Historique
Un marché de fourniture de pierres pour la construction de cet hôtel a été passé le 25 juillet 1612 devant notaire à Tournus entre « Jacques Perrette, controlleur au grenier à sel de Challon, au nom et faisant cette part  pour nom de noble Enoch Virey, Conseiller, notaire et secrétaire du Roy, Intendant de la maison de monseigneur le prince de Condé » d'une part, et d'autre part, le maître-maçon Claude Courras de Tournus pour livrer 300 quartiers de pierre blanche.
Aucun document n'apporte la preuve sûre que l'architecte est bien Jacques Gentillâtre, mais un album de dessin conservé à Londres, par le Royal Institute of British Architects, contenant plusieurs dessins de l'hôtel de la main de Jacques Gentillâtre. L'attribution de l'hôtel à Jacques Gentillâtre est dû au fait que Chalon n'avait à cette époque aucun architecte capable de réaliser un hôtel de cette qualité. Jacques Gentillâtre a quitté Genève pour Chalon en juin 1612. L'architecture de l'hôtel montre l'influence des du Cerceau et Jacques Gentillâtre s'est formé dans l'atelier de Jacques II Androuet du Cerceau.
À la mort de Claude-Enoch Virey, en 1636, l'hôtel est passé à ses héritiers. Il a appartenu au baron Antoine Lantin de Montcoy au milieu du XIXe siècle.
L'hôtel a été acheté en 1865 par le département pour y installer la sous-préfecture.

## Protection
Le bâtiment a été inscrit au titre des monuments historiques depuis le 27 septembre 1948.